# LibriVox
A LibriVox egy internetes projekt, melynek célja szabadon terjeszthető hangfelvételek készítése public domain könyvekről önkéntes alapon. A LibriVox együttműködik a Project Gutenberg-el és a hangoskönyveket mp3 és ogg hangformátumokban teszi hozzáférhetővé Bittorrent segítségével. A hangoskönyvek ingyenesen letölthetőek mindenki számára.
A hangoskönyvek nagyobbik része angol nyelven készült, de a projekt többnyelvű (eddig 21 nyelven készültek felvételek, magyarul egyelőre nem).